# 俄羅斯的康斯坦丁·尼古拉耶維奇大公
康斯坦丁·尼古拉耶维奇（1827年9月21日—1892年1月25日），俄罗斯帝国大公，官员。俄罗斯沙皇尼古拉一世和普魯士的夏洛特之子。
兄长亚历山大二世执政期间，担任俄罗斯帝国海军大將。1862年至1863年间，短暂的担任波兰总督。

## 家庭
1848年，他与薩克森-阿爾滕堡的亞歷山德拉结婚，兩人共有4子2女：
1. 尼古拉（1850年—1918年）
2. 奧爾嘉（1851年—1926年）
3. 薇拉（1854年—1912年）
4. 康斯坦丁（1858年—1915年）
5. 德米特里（英语：Grand Duke Dmitry Konstantinovich of Russia）（1860年—1919年）
6. 維亞切斯拉夫（英语：Grand Duke Vyacheslav Konstantinovich of Russia）（1862年—1879年），早逝